# アドベンチャー (ダンジョンズ&ドラゴンズ)
アドベンチャー(adventure)あるいはモジュール(module)は、『ダンジョンズ&ドラゴンズ』・ロールプレイングゲームにおいて、ダンジョンマスターがゲームの構想や物語を進行させるのに役立つ、あらかじめ準備された冊子あるいはボックス・セットである。「アドベンチャー」という用語は、現在、このゲームの出版元であるウィザーズ・オブ・ザ・コーストによって使用されている。
初期におけるダンジョンズ&ドラゴンズの諸版ではこれらの出版物は一般的に「モジュール」―「ダンジョン・モジュール」という用語に由来する―と呼ばれた。これはTSRによって出版された最初期のアドベンチャーに対して使用され、他の用語もその後に現れ、後にはアドベンチャーと呼ばれるようになった。
「モジュール」 の用語は、新たな出版物が「アドベンチャー」と表記されるようになった後も、オリジナル・ダンジョンズ&ドラゴンズやアドバンスト・ダンジョンズ&ドラゴンズのプレイヤー達の間で好んで使用された。より大きなアクセサリーの一部としてアドベンチャーが存在する場合は、しばしばシナリオと呼ばれた。
それら全てが場合によって違う基準で使用されたため、ダンジョンズ&ドラゴンズの用語においてアドベンチャー、モジュール、シナリオ、アクセサリーの正確な相違を定義することは難しい。

## 公式モジュールとアドベンチャーの歴史
初めて出版された『ダンジョンズ&ドラゴンズ』のシナリオは、サプリメント2：『ブラックムーア』（1975年）に掲載された「ザ・テンプル・オブ・ザ・フロッグ」であった。このシナリオは、後に『D&Dエキスパート・セット』用の独立したモジュールであるDA2 『テンプル・オブ・ザ・フロッグ』として出版された。
ダンジョンズ&ドラゴンズの最初の独立したアドベンチャー・モジュールは『パレス・オヴ・ザ・ヴァンパイア・クイーン』であり、ウィー・ウォリアー社が1976年に出版した。TSRはこのモジュールを自ら出版はしなかったが、ウィー・ウォリアー社の代理店として最初の3つのモジュールの流通を請け負った。このアドベンチャーは「モジュール」あるいは「アドベンチャー」ではなく「ダンジョン・マスターズ・キット」と称された。
同じく1976年に、ゲーム・コンベンションであるウィンターコンVのためのトーナメント・モジュールとして、アドベンチャー「ロスト・カバーンズ・オヴ・ソーコンス」 がメトロ・デトロイト・ゲーマーズによって頒布されたが、その時点では一般への販売のための出版は行われなかった。このアドベンチャーは後にアドバンスト・ダンジョンズ&ドラゴンズ第1版ルール用に改稿され、S4モジュール―ザ・ロスト・カバーンズ・オヴ・ソーカンス として出版された。
この時期のゲーム・コンベンションでは更なる未刊行のアドベンチャー―オリジンズ '78でトーナメント・モジュールとして使用された『ステーディング・オヴ・ザ・ヒルジャイアント・チーフ』など―が頒布された。1978年遅くに、『ステーディング・オヴ・ザ・ヒルジャイアント・チーフ』はTSRによって実際に制作、出版された最初のダンジョンズ&ドラゴンズ用の独立したモジュールとなった。TSRホビーは6点の一連のアドベンチャーを1978年に出版したが、それらは以前にトーナメントで使用されたものであった。TSRはその時から出版されたモジュール各々にコードを割り当てる慣行を開始し、『ステーディング・オヴ・ザ・ヒルジャイアント・チーフ』には「G1」が割り当てられた。TSRによる様々なシリーズのモジュールに対するコードの割り当ては、1990年代まで継続された。

## アドベンチャーの内容
標準的なアドベンチャーは基本的に「冒険一式」であり、背景情報、地図、モンスターやNPC、1つ以上のプレイヤー達が遂行すべき目的に関する記述が含まれる。また、イラストが描かれているアドベンチャーもある。ダンジョンマスターはこれら既成のアドベンチャーを購入し、ゲーム・セッションでそれの一部（または全部）を使用することもできた。初期の体裁は、ボール紙製の二つ折りカバーに1冊の冊子が固定されずに挟み込まれたものであった。時が経つにつれて、体裁とモジュールに含まれる情報は多種多様に増大した。例えばen:ダークサンのモジュールには、上辺がらせん綴じの冊子が付属した。最終的に、系列商品におけるアクセサリー、サプリメント、モジュール間の相違は不明確になっていった。
モジュールには推奨されるキャラクター・レベルがあり、しばしばカバーに目立つように表示され、1980年代末期からはそのモジュールが配置されているキャンペーン設定のロゴも表示されるようになった。いくつかのモジュールは、出版される前にゲーム・コンベンションで使用されたモジュールの再版あるいは改訂版であった。一部は改訂版として再版されはしたが、全ての初期のモジュール群は絶版となっている。多くの初期のモジュール群―特に版の古いもの―は今やコレクターアイテムとして大きな需要がある。

## モジュール・コード
初期のわずかな限定版モジュールを除き、ダンジョンズ&ドラゴンズの全てのモジュールには、1994年末まで英字と数字から成る英数字コードが定められていた。文字コードはその製品の何らかの観点に基づいており、それに続く数字はそのシリーズで何番目の製品であるかを明示していた。同じ英字コードのモジュール群は通常は、主題に関して、あるいは一連の連結したアドベンチャーとして、何らかの形で関連していた。例えば、Z1はZ2の序章であるかもしれない。あるいはZ1、Z2、Z3では冒険者達が同じような敵―例えばビホルダーなど―と戦うのかもしれない。関連してはいても、多くのモジュールは独立したアドベンチャーであり、他のいずれの関連モジュールをプレイしない場合でも単独でプレイすることが可能であった。
TSRはこのモジュール・コード方式をいくつかのダンジョンズ&ドラゴンズ以外のロールプレイングゲーム―『マーベル・スーパーヒーローズ』、『コナン・ロールプレイングゲーム』など―で使用した。モジュール・コードは、キャンペーン設定のロゴが表紙カバーの最も重要な特徴となった1980年代末期には重視されなくなっていった。コードは1993年末までに完全に省略されるようになった。アドベンチャー・コードは、2008年のダンジョンズ&ドラゴンズ第4版用のアドベンチャーであるH1 『キープ・オン・ザ・シャドウフェル』 の発売と共に再導入された。

### シリーズの例
Dシリーズ
プレイヤーキャラクターは地下の大洞窟網に侵入し、ドロウの根拠地を探る。
- D1 『ディセント・イントゥ・ザ・デプスス・オブ・ジ・アース』
- D2 『シュライン・オブ・ザ・クオ=トア』
- D3 『ボールト・オブ・ザ・ドロウ』